# Paarl

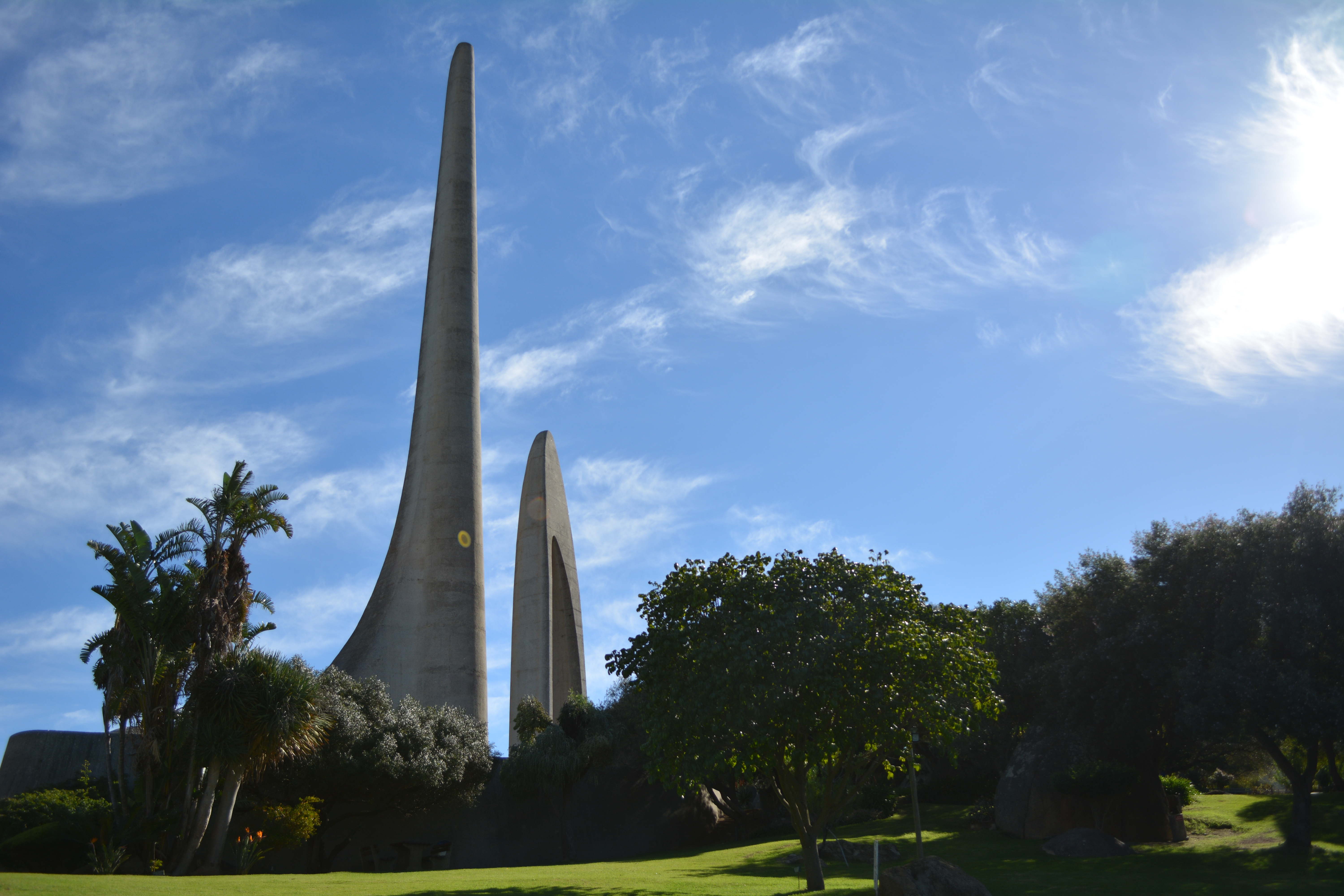
Afrikaans taalmonument te Paarl

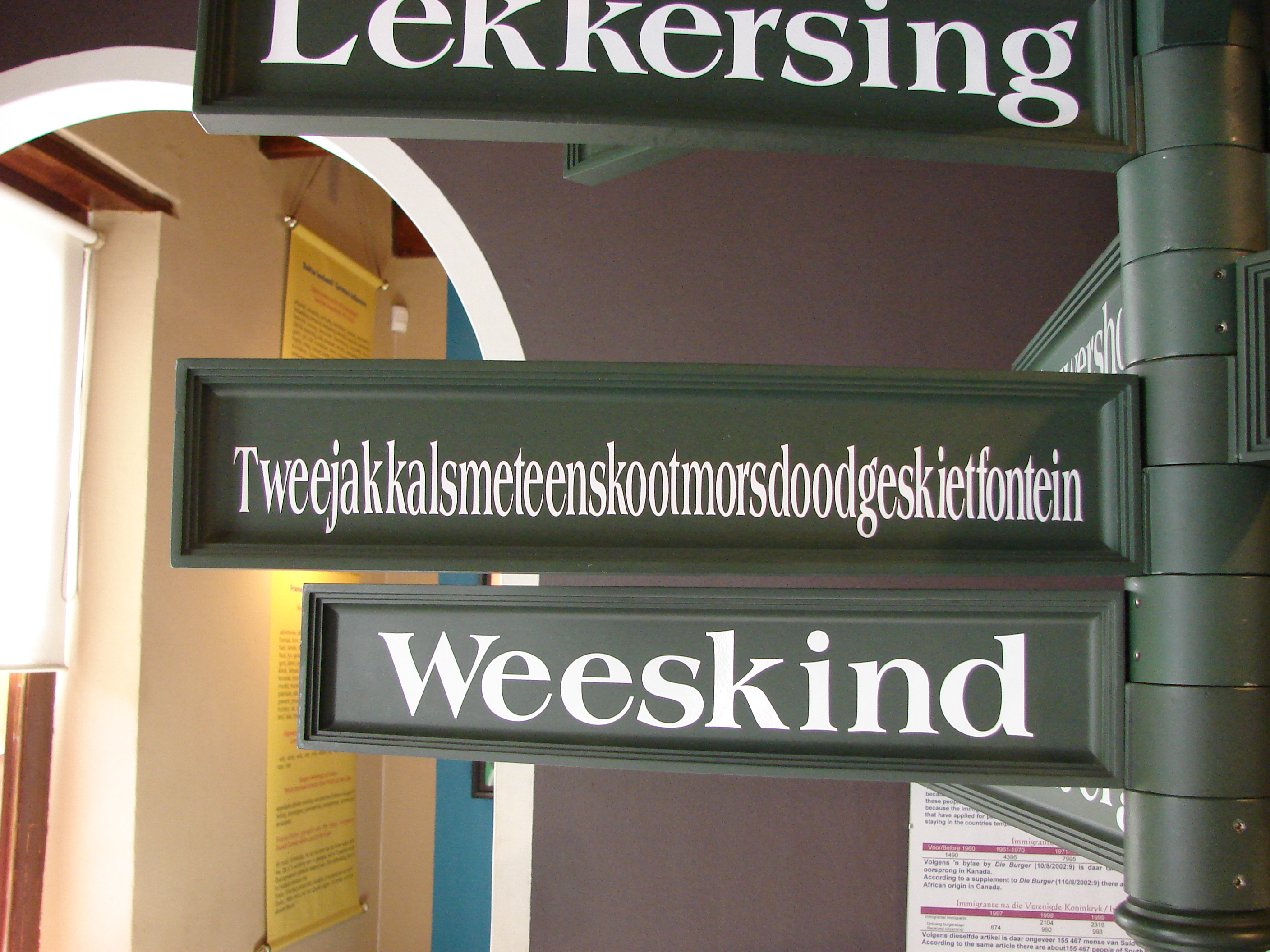
Taalmuseum met langste woord

Paarl is een stad in Zuid-Afrika, ongeveer 60 km ten noordoosten van Kaapstad in de provincie West-Kaap. De plaats behoort tot de gemeente Drakenstein in het district Kaapse Wynland, en heeft 112.000 inwoners (volkstelling 2011). Het was de derde stad op de Kaap die werd gesticht door Hollanders. Paarl ligt langs de N1-snelweg en wordt gekenmerkt door de Bergrivier en de Paarlberg. Zij heeft vooral een industriële functie.
De naam is afkomstig van de karakteristieke berg waaraan het stadje ligt. De ronde top van de berg glinsterde na een regenbui volgens de trekkers als een parel in de zon. De plaatselijke bevolking zag er eerder een schildpad in.
Paarl werd tijdens de apartheid ingedeeld in een gebied boven de Bergrivier (Paarl) en een gebied onder de Bergrivier (Oost-Paarl) waar de gekleurde Zuid-Afrikanen gedwongen werden gehuisvest. Hoewel men sinds 1990 vrij is in de woonkeuze, wordt daar nog weinig gebruik van gemaakt.
De industrie in de stad bestaat uit textiel- en metaalfabrieken. Het gebied is echter vooral bekend vanwege de Koöperatieve Wijnbouwers Vereniging (KWV), een brancheorganisatie van wijnboeren. Paarl ligt in de wijnstreek; bekende wijnboeren in Paarl zijn Ashanti, Nederburg en Fairview (onder andere bekend van 'Goats do Roam'). De KWV is naast de wijn ook bekend om zijn 'brandewyn'.
In Paarl ligt ook Die Afrikaanse Taalmonument. Verder is in Paarl het taalmuseum Die Afrikaanse Taalmuseum gevestigd, waar het langste Afrikaanse woord wordt vermeld : "Tweejakkalsmeteenskootmorsdoodgeskietfontein". Volgens sommigen is het Afrikaans als taal vanuit hier vastgelegd. Op 11 februari 1990 werd Nelson Mandela vrijgelaten uit de Victor Verster-gevangenis nabij Paarl. In Paarl is de Pearl Valley Golf Club gelegen, ontworpen door Jack Nicklaus. Hier is het Zuid-Afrikaans Open sinds 2008 gespeeld.

## Districten
De stad is onderverdeeld in zes verschillende gebieden, met name:
- Courtrai (in het zuidelijke deel van de stad, bevat de rijke woonwijken)
- Noord Paarl
- Paarl-Oost
- Centraal Paarl (algemeen ook bekend als Boven-Baarl of upper-paarl, bevat ook rijke woonwijken)
- Denneburg (in het zuidoosten van de stad)
- Vrykyk (in het zuiden)

## Subplaatsen
Het nationaal instituut voor de statistiek, Stats SA, deelt sinds de census 2011 deze hoofdplaats in in 30 zogenaamde subplaatsen (sub place), waarvan de grootste zijn:
Amstelhof • Charleston Hill • Dalvale • Groenheuwel • Klein Nederburg.

## Geboren in Paarl
- Elsa Joubert (1922-2020), journaliste en schrijfster